# Striletcha
Striletcha (en ukrainien : Стрілеча ; en russe : Стрелечья) est un village du raïon de Kharkiv de l'oblast de Kharkiv en Ukraine, situé 36,44 km nord-nord-esr du centre de Kharkiv. La localité appartient à la hromada rurale de Lyptsi, l'une des  hromadas d'Ukraine.
Striletcha est situé à une distance d'environ 0,5 km de la frontière russo-ukrainienne,.

## Histoire
Striletcha a été fondé en 1695.
Lors de la première campagne orientale de l'invasion russe de l'Ukraine en 2022, le village a été occupé par la Russie le 24 février 2022, le premier jour du conflit. Il a ensuite été repris par l'Ukraine plus tard dans l'année, lors de la contre-offensive de Kharkiv en 2022. Striletcha a de nouveau été conquis par les forces russes le 10 mai 2024 lors de l'offensive de Kharkiv de 2024.

## Démographie
En 2001, la localité comptait 2 097 habitants.
Langue maternelle selon le recensement recensement ukrainien de 2001 : 
- Ukrainien – 67,62 %
- Russe – 31,64%
- Arménien – 0,18%
- Biélorusse – 0,06%